# مورغان سبيكتور
مورغان سبيكتور هو ممثل أمريكي من أصول مصرية، ولد في 4 أكتوبر 1980.